# Andreas Schörling
Andreas Laurentii Schörling, född 30 januari 1659 i Skärkinds församling, Östergötlands län, död 1 maj 1734 i Skärkinds församling, Östergötlands län, var en svensk präst.

## Biografi
Andreas Schörling föddes 1659 i Skärkinds socken. Han var son till bonden Lars Andersson på Skörtinge. Schörling studerade i Linköping och blev 25 juni 1690 student vid Uppsala universitet. Han blev 1696 subkantor i Linköpings trivialskola och prästvigdes 19 mars 1702. Han blev 1704 kollega vid Linköpings trivialskola och 1708 komminister i Skärkinds församling. Schörling avled 1734 i Skärkinds socken.
Schörling var en behaglig och kvick man.

### Familj
Schörling gifte sig 28 november 1690 med Magdalena Andersdotter Lehnberg, dotter till en borgare i Linköping. De fick tillsammans barnen kyrkoherden Anders Schörling (1690–1769) i Horns församling, Lars Schörling (född 1693), Christina Schörling (1695–1700), Maria Schörling (född 1697), extra ordinarie prästmannen Johan Schörling, Maria Helena Schörling som var gift med komministern P. Wettrelius i Borgs församling, kvartermästaren Lars Schörling (1707-1754) vid Östgöta kavalleriregemente och en dotter (död 1728).